# بوخوتنيتسا
بوخوتنيتسا هي قرية تابعة إداريًا لغمينا كتزيميرز دولني، مقاطعة بوافي، محافظة لوبلين في شرق بولندا. تقع في الحدود التاريخية لبولندا الصغرى، حوالي 3 كيلومتر (2 ميل) شمال شرق كازيميرز دولني، ونحو 10 كـم (6 ميل) جنوب بوافي، و42 كـم (26 ميل) غربًا من العاصمة الإقليمية لوبلين. يبلغ التعداد السكاني للقرية 1,000 مواطن.

## روابط خارجية
- صور لحطام القلعة